# Bdellozonium quicki
Bdellozonium quicki är en mångfotingart som beskrevs av Chamberlin 1954. Bdellozonium quicki ingår i släktet Bdellozonium och familjen koppardubbelfotingar. Inga underarter finns listade i Catalogue of Life.